# Водные червяги
Водные червяги (лат. Typhlonectidae) — семейство безногих земноводных, обитающих в Южной Америке. До 2011 года считалось подсемейством Caeciliidae.

## Распространение и образ жизни
Обитают в бассейнах южноамериканских рек Магдалена, Ориноко, Амазонка, а также в озере Маракайбо. Виды рода Chthonerpeton обитают на территории Ла-Плата. В отличие от большинства других червяг, ведут водный или полуводный образ жизни (что определило русское название семейства). Роют норы в почве неподалёку от водоёмов либо обитают на дне рек или озёр. Питаются водными беспозвоночными.

## Описание
Длина тела варьирует от 20 до 80 см. У преимущественно водных представителей оно несколько уплощено с боков, в задней части образует непарные плавники (спинной и брюшной). Поверхность разделена на первичные кольца, границы между которыми не усилены костными чешуями в толще кожи, поэтому лишь слабо намечены; иногда намечается лёгкая вторичная кольчатость. Глаза развиты сравнительно хорошо, всегда заметны. Чувствительное щупальце небольшого размера, смещено к ноздре:418. Окраска оливково-коричневая или чёрная. Отверстие клоаки окружено присасывательным диском.
Оба лёгких имеют равное развитие (в отличие от наземных червяг, чьё правое лёгкое сильно редуцировано). Червяга Айзельта полностью утратила лёгкие и развила постоянные заглушки для внутренних ноздрей, вероятно, в связи с обитанием в хорошо аэрируемых водоёмах:418.

## Размножение и развитие
Живородящие земноводные: оплодотворённые яйца, а затем и личинки развиваются в матке матери. После израсходования запаса желтка они переключаются на питание специализированными выделениями и клетками эпителия матки, также отмечена адельфофагия в форме поедания яиц и других личинок. На поздних стадиях развития единственная пара исходно пузыревидных жабр преобразуется в большие пластины, которые полностью укрывают личинку подобно кокону; они обеспечивают газообмен и формируют напоминающее плаценту взаимодействие с эпителием матки.

## Классификация
На май 2020 года в семейство включают 14 видов, разделяемых на 5 родов:
- Atretochoana Nussbaum & Wilkinson, 1995
- Chthonerpeton Peters, 1880 — Присосковые червяги
- Nectocaecilia Taylor, 1968 — Плавающие червяги
- Potamotyphlus Taylor, 1968 — Речные червяги
- Typhlonectes Peters, 1880 — Водные червяги